# Charles-Emmanuel Janssen
Charles Jean Emmanuel baron Janssen (Brussel, 19 maart 1907 - Terhulpen, 11 juni 1985) was een Belgisch industrieel en volksvertegenwoordiger.

## Biografie
Charles-Emmanuel Janssen was een lid van de familie Janssen en een zoon van Emmanuel baron Janssen (1879-1955) en diens eerste vrouw Paule Van Parys (1885-1913), dochter van Jeanne Solvay en daarmee kleindochter van Ernest Solvay.
In de Tweede Wereldoorlog was hij squadronleider bij de Royal Air Force. Hij werd:
- vicevoorzitter van de raad van bestuur van de Generale Bank;
- voorzitter van de raad van bestuur van de Union Chimique Belge;
- voorzitter van de vennootschap Obourg;
- voorzitter van Tubize;
- voorzitter van Glaverbel.

Janssen werd in 1936 liberaal volksvertegenwoordiger voor het arrondissement Nijvel en vervulde dit mandaat tot in 1946.
Hij trouwde in 1930 met jonkvrouw Maya Boël (1909-1996), telg uit het geslacht Boël, vicevoorzitter van de Nationale Vrouwenraad van België, dochter van senator en industrieel Pol-Clovis baron Boël en broer van industrieel René Boël. Uit dit huwelijk werden drie zonen geboren, onder wie bankier baron Paul-Emmanuel Janssen, industrieel baron Daniel Janssen en bankier en industrieel Eric Janssen.
Janssen was onder meer Commandeur in de Leopolds- en de Kroonorde en Officier in de Orde van Oranje-Nassau en in het Franse Legioen van Eer.